# Zwarte witvleugeluil
De zwarte witvleugeluil (Aporophyla nigra) is een vlinder uit de familie van de uilen (Noctuidae). 

## Beschrijving
De voorvleugellengte bedraagt tussen de 17 en 21 millimeter. De grondkleur van de voorvleugels is zwart of donkerbruin. Opvallend is alleen de wittige achterrand van de niervlek. De seksuele dimorfie zit vooral in de achtervleugel. De achtervleugel van het mannetje is wit met een smalle donkere buitenrand, van het vrouwtje is de achtervleugel vuilgrijs.

## Levenscyclus
De zwarte witvleugeluil gebruikt diverse kruidachtige en houtige planten als waardplanten. De rups is te vinden van oktober tot mei. De soort overwintert als jonge rups. De vlinder kent één generatie, die vliegt in september en oktober.

## Voorkomen
De soort komt verspreid over het noorden in Noord-Afrika, Centraal- en Zuid-Europa, Klein-Azië, de Kaukasus, Libanon en Israël. De zwarte witvleugeluil is in Nederland een zeldzame soort, die alleen in het zuiden wordt gezien. In België is het een zeer zeldzame soort. 